# IC 5288
IC 5288 је лентикуларна галаксија у сазвјежђу Индијанац која се налази на листи објеката дубоког неба у Индекс каталогу.
Деклинација објекта је - 68° 5' 39" а ректасцензија 23h 11m 44,3s. Привидна величина (магнитуда) објекта IC 5288 износи 13,8 а фотографска магнитуда 14,8. IC 5288 је још познат и под ознакама ESO 77-6, AM 2308-682, IRAS 23085-6821, PGC 70662.